# Politikmanagement
Der Begriff des Politikmanagement stammt aus der Politikwissenschaft und steht für die Verbindung  aus der Steuerbarkeit des politischen Systems auf der einen Seite, und der Steuerungsfähigkeit politischer Entscheider auf der anderen Seite. Politikmanagement ist dabei nicht nur eine Tätigkeit von oder für Politiker oder staatliche Institutionen, sondern kann auch von oder für andere politische Akteure (z. B. Unternehmen, Interessengruppen, Nichtregierungsorganisationen) von Spezialisten erledigt werden.
Politikmanagement kann als angewandte Politikwissenschaft gesehen werden. Dabei steht Politikmanagement nicht für ein einzelnes Berufsfeld oder eine einzelne Tätigkeit, sondern für ein Spektrum professionell ausgeübter Tätigkeiten. Dies umfasst inhaltliche Politik, aber auch prozessbezogene Tätigkeiten, die vor allem in der politischen Kommunikation angesiedelt sind wie politische PR und Werbung, politische Internet-Kommunikation, Partei-, Fraktions- und Wahlkampfmanagement, Strategieplanung in politischen Stäben und Abteilungen von Ministerien, Meinungsforschung, Interessenvertretung, Verbandsmanagement und Lobbying. Hier sind Politikmanager teilweise sogar eher technische Experten.
Trotz des Wortanhangs „Management“ handelt es sich im Politikmanagement nicht originär um eine ökonomische Funktion, da die Anwendung und Steuerung in einem politischen System anderen Sachrationalitäten unterliegen. So betont die politikwissenschaftliche Forschung die komplexe Verflechtung des Politikmanagements innerhalb von Sach- und Machtfragen (Sach- und Machtfragen sind unweigerlich miteinander verbunden). In Analogie zum Englischen ist auch von Politischem Management (Political Management) die Rede, um zu betonen, dass nicht die Politik gemanagt wird, sondern das Management eine politische Dimension hat.
Allerdings hat Politikmanagement im engeren Sinn auch eine betriebswirtschaftliche Seite, da begrenzte Ressourcen – Zeit, Geld, Personal u. a. – in Organisationen bewirtschaftet werden müssen. Daher ist der Begriff deutlich konkreter und stärker auf die Geschäftsführung politischer Organisationen und Interessen bezogen als z. B. der viel weitere Begriff Governance, der ebenfalls auf Steuerung in komplexen Systemen abzielt.
Die Abgrenzung zu den Begriffen Politikberatung sowie Politische Kommunikation und Interessenvertretung/Lobbying ist schwierig, weil jeweils unterschiedliche Aspekte der politischen Managementaufgabe betont werden.

## Steuerungsformen
Im Politikmanagement lässt sich zwischen drei Steuerungsformen unterscheiden.
Direkte Steuerung:
- Dominanz der übergeordneten Steuerungsinstanzen
- Zielsetzung durch die Steuerungsinstanz gegenüber den Steuerungsadressaten

Indirekte Steuerung:
- Steuerungsinstanz agiert primär durch Rahmensetzung
- Spielraum der Steuerungsadressaten, diesen Rahmen auszugestalten

Selbstkoordination:
- Mehrere souveräne Akteure ohne übergeordnete Steuerungsinstanz
- Gemeinsames Erzielen von Steuerungsergebnissen

## Politische Führung
Die Untersuchung von politischen Führungsstilen, auch Leadership-Forschung genannt, nimmt einen wichtigen Stellenwert im Politikmanagement ein. Denn Veränderungen in der politischen Kommunikation benötigen in Wahlkampfzeiten neue Strategien, um Wähler zu mobilisieren, im politischen Alltag müssen aus unterschiedlichen Interessenlagen Mehrheiten organisiert werden. Politische Führung lässt sich gliedern in persönliche Faktoren (Personality), politisch-institutionelle Faktoren (Institutions) und zeitlichbedingt-strukturelle Umfeldfaktoren (Environment). Der Mix dieser Instrumente charakterisiert den individuellen Führungsstil eines politischen Akteurs.
Für die politische Führung gelten drei Rationalitäten (nach: Korte/Fröhlich/Florack):
1. Sachrationalität: Wie kann eine sachgerechte und machtpolitisch sichernde Problemlösung aussehen?
2. Vermittlungsrationalität: Wie und mit wem muss die Lösung eines Problems vermittelt werden, um Mehrheiten zu organisieren?
3. Durchsetzungrationalität: Wie sieht der politische Prozess aus, in welchem die ausgehandelte Problemlösung durchgesetzt werden kann?